# یواس‌اس ال‌اس‌تی-۹۳۹
یواس‌اس ال‌اس‌تی-۹۳۹ (به انگلیسی: USS LST-939) یک کشتی بود که طول آن ۳۲۸ فوت (۱۰۰ متر) بود. این کشتی در سال ۱۹۴۴ ساخته شد.